# Europäisches Olympisches Sommer-Jugendfestival 2007
Das Europäische Olympische Sommer-Jugendfestival 2007 (European Youth Summer Olympic Festival 2007), fand vom 21. bis 28. Juli 2007 in Belgrad (Serbien) statt. Es war die neunte Sommer-Auflage des Europäischen Olympischen Jugendfestivals, einer alle zwei Jahre stattfindenden Multisportveranstaltung für junge Sportler aus Europa. 2245 Sportler aus 49 Ländern nahmen daran teil.

## Teilnehmer
| - Albanien - Andorra - Armenien - Aserbaidschan - Belgien - Bosnien und Herzegowina - Bulgarien - Dänemark - Deutschland - Estland - Finnland - Frankreich - Georgien - Griechenland - Island - Irland - Israel - Italien - Kroatien - Lettland - Liechtenstein - Litauen - Luxemburg - Mazedonien - Malta | - Moldau - Monaco - Montenegro - Niederlande - Norwegen - Österreich - Polen - Portugal - Rumänien - Russland - San Marino - Serbien - Slowakei - Slowenien - Spanien - Schweden - Schweiz - Tschechien - Türkei - Ukraine - Ungarn - Vereinigtes Königreich - Belarus - Zypern |

## Sportarten
Es wurden 100 Wettbewerbe in 11 Sportarten ausgetragen:
| - Basketball - Handball (Damen) - Judo - Leichtathletik - Radsport - Schwimmen | - Tennis - Tischtennis - Turnen - Volleyball - Wasserball (Herren) |

## Sportstätten

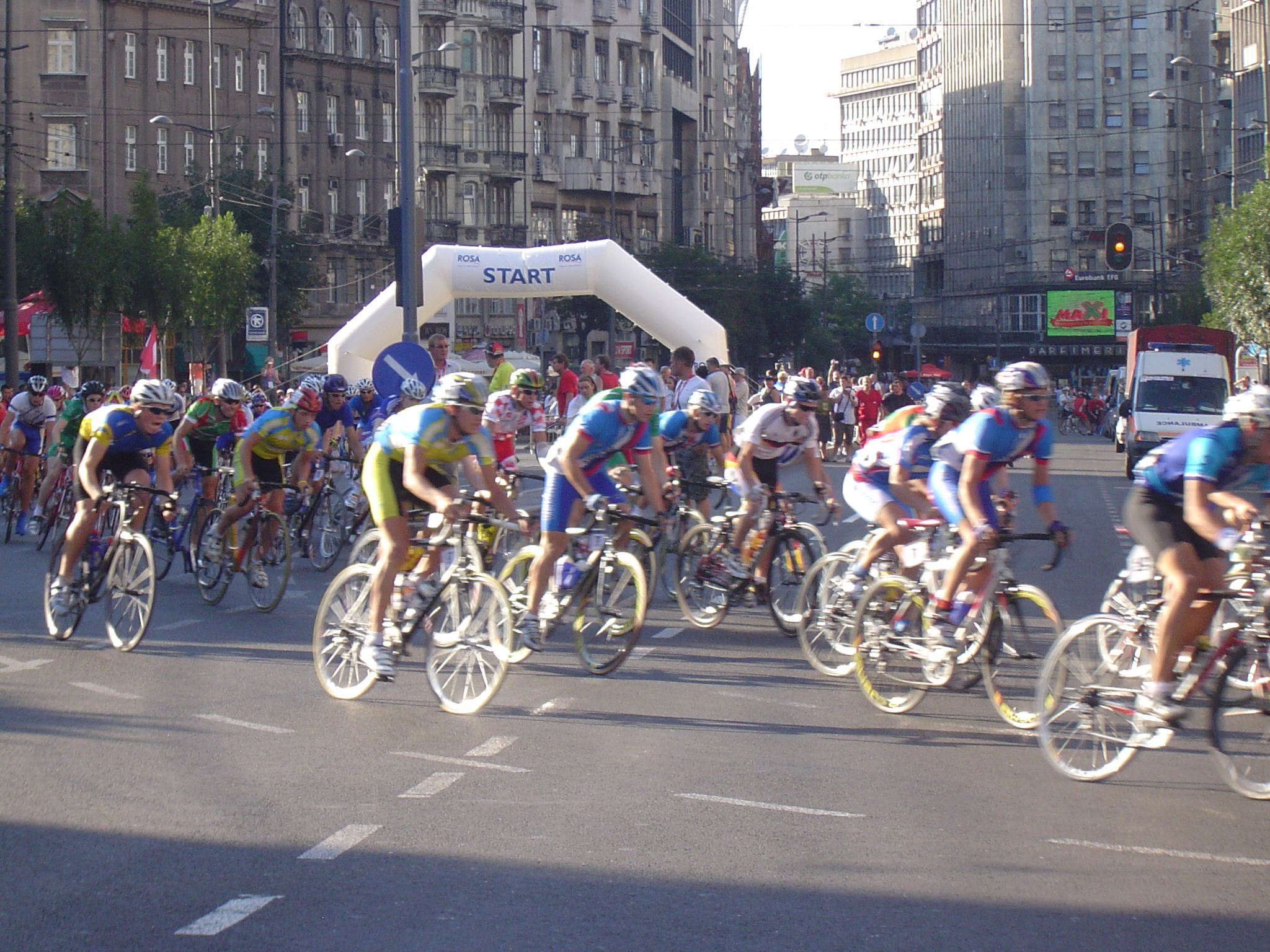
Radrennen auf den Straßen von Belgrad

Die Wettbewerbe wurden alle in und um Belgrad durchgeführt.
- Partizan-Stadion (Leichtathletik)
- Belgrade Fair (Turnen)
- Palata Sportova (Judo)
- Tašmajdan Sportsko-Rekreativni Centar (Schwimmen)
- Ledena Dvorana (Tischtennis)
- Zvezdara Sport Recreation Centre (Tennis)
- Sport EKO Dvorana (Basketball)
- Banjica Sport Recreation Centre (Wasserball)
- Sumice Hall (Volleyball)
- Pioneer’s Hall (Handball)
- Innenstadt von Belgrad (Radsport)

## Kritik
Der Deutsche Olympische Sportbund übte wie einige andere Verbände bereits vor und während der Veranstaltung Kritik am zuständigen Verband. So stellte man vor der Anreise der Athleten fest, dass die Qualität der Unterkünfte stark variierte. Während der Wettbewerbe sorgte ein mangelhaftes Shuttle-Bus-System und eine vom Organisationskomitee festgelegte Abgabemenge von Mineralwasser für die Sportler von 2,5 Litern täglich für Unbehagen, weil auf Grund der hohen Temperaturen von den Betreuern und Verbänden Wasser zugekauft werden musste. Außerdem sorgten mangelhafte Anzeigentafeln bei den Schwimmwettbewerben für Ärger bei den Teilnehmern.

## Medaillenspiegel
| Platz | Mannschaft              | Gold | Silber | Bronze | Gesamt |
| ----- | ----------------------- | ---- | ------ | ------ | ------ |
| 1     | Russland                | 18   | 6      | 8      | 32     |
| 2     | Vereinigtes Königreich  | 9    | 7      | 8      | 24     |
| 3     | Italien                 | 9    | 7      | 6      | 22     |
| 4     | Deutschland             | 8    | 8      | 16     | 32     |
| 5     | Ukraine                 | 8    | 6      | 4      | 18     |
| 6     | Aserbaidschan           | 7    | –      | –      | 7      |
| 7     | Belgien                 | 4    | 3      | 3      | 10     |
| 8     | Rumänien                | 4    | 1      | 3      | 8      |
| 9     | Polen                   | 3    | 8      | 5      | 16     |
| 10    | Frankreich              | 3    | 8      | 6      | 17     |
| 11    | Niederlande             | 3    | 6      | 1      | 10     |
| 12    | Ungarn                  | 3    | 5      | 15     | 23     |
| 13    | Serbien                 | 3    | 3      | 3      | 9      |
| 14    | Lettland                | 3    | 2      | –      | 20     |
| 15    | Kroatien                | 2    | 4      | 2      | 8      |
| 16    | Georgien                | 2    | 2      | 2      | 6      |
| 17    | Slowakei                | 1    | 4      | 3      | 8      |
| 18    | Schweden                | 1    | 3      | 3      | 7      |
| 19    | Slowenien               | 1    | 3      | 2      | 6      |
| 20    | Spanien                 | 1    | 2      | 4      | 7      |
| 21    | Türkei                  | 1    | 2      | 2      | 5      |
| 22    | Portugal                | 1    | 1      | 1      | 3      |
| 22    | Schweiz                 | 1    | 1      | 1      | 3      |
| 24    | Dänemark                | 1    | –      | 4      | 5      |
| 25    | Litauen                 | 1    | –      | 2      | 3      |
| 26    | Bulgarien               | 1    | –      | 1      | 2      |
| 27    | Estland                 | 1    | –      | –      | 1      |
| 28    | Irland                  | –    | 2      | 3      | 5      |
| 29    | Österreich              | –    | 2      | 1      | 3      |
| 30    | Belarus                 | –    | 1      | 2      | 3      |
| 30    | Israel                  | –    | 1      | 2      | 3      |
| 32    | Finnland                | –    | 1      | 1      | 2      |
| 32    | Norwegen                | –    | 1      | 1      | 2      |
| 34    | Bosnien und Herzegowina | –    | 1      | –      | 1      |
| 35    | Tschechien              | –    | –      | 3      | 3      |
| 36    | Griechenland            | –    | –      | 1      | 1      |
| 36    | Luxemburg               | –    | –      | 1      | 1      |